# Duvviegaejsie naturreservat
Duvviegaejsie naturreservat är ett naturreservat i Krokoms kommun i Jämtlands län.
Området är naturskyddat sedan 2020 och är 15,7 kvadratkilometer stort. Reservatet ligger vid östra stranden av Övre Oldsjön och består av lågfjäll och Duvviegaejsie, 1005 meter över havet, och däremellan svackor med myrar och gammal granskog  som till del är sumpgranskog.